# Daina Rodríguez
Daina Rodríguez es una periodista, locutora y conductora uruguaya.
Trabaja en radio desde 1980. Es conductora del programa Efecto Mariposa en Radio Uruguay.
Rodríguez fue galardonada con el Premio Legión del Libro otorgado por la Cámara Uruguaya del Libro, y en 2010 con el Premio Morosoli.